# همپتون (کارولینای جنوبی)
همپتون(به انگلیسی: Hampton) شهری در ایالت کارولینای جنوبی کشور ایالات متحده آمریکا است که جمعیت آن در سرشماری سال ۲۰۱۰ میلادی، ۲٬۸۰۸ نفر بوده‌است.